# Cocktail (película)
Cocktail (título en Hispanoamérica: Cóctel) es una película estadounidense dirigida por Roger Donaldson y producida por Touchstone Pictures en 1988. Está protagonizada por Tom Cruise como Brian Flanagan, Bryan Brown como Doug Coughlin y Elisabeth Shue como Jordan Mooney. Cruise interpreta a un ambicioso y talentoso camarero que aspira a triunfar en el mundo de los negocios, y que encuentra el amor mientras trabajaba en un bar de Jamaica. La película también es muy recordada por incluir entre su banda sonora el éxito musical Kokomo, interpretado por la legendaria banda californiana The Beach Boys.

## Argumento
Después de dejar el ejército de los Estados Unidos y mudarse a Nueva York, Brian Flanagan (Tom Cruise) consigue un trabajo a tiempo parcial como camarero en TGI Friday's mientras cursa un grado en empresariales; título que necesita para descolgar un empleo en publicidad. Al principio, Brian es un camarero malísimo, pero con el tiempo y la ayuda de su jefe, Doug Coughlin (Bryan Brown), aprende los trucos del oficio. Ambos personajes pronto se hacen grandes amigos y Doug se convierte en el mentor de su aprendiz. Su tutela tiene una gran repercusión en el joven. En lo que ellos llaman la "Ley de Coughlin, que en realidad resulta ser bastante conmovedora, se recogen algunos de sus expertos consejos. Por ejemplo: "Todo lo demás es siempre algo mejor". 
Doug tiene la intención de llamar a su bar "Cocktails & Dreams". 
Brian y Doug cantan una canción sobre su bebida favorita, Gordon's. "Gordon es mi bebida favorita, es muy fácil de lavabo, fregadero, lavabo. Y vamos a tomar ahora, vamos a beber entonces. Vamos a beber hasta que causar un caos. Mayhem, el caos, un caos". 
Finalmente, los dos amigos acaban trabajando en un club nocturno de moda para la élite de Nueva York, en el que se presentan muchos de los poetas yuppies de la ciudad. El establecimiento tiene un piso en la parte superior, justo debajo de las vigas del techo, para que todos los usuarios los puedan escuchar. Al aumentar su popularidad, Brian llama la atención de una sensual morena llamada Coral (Gina Gershon); aunque Doug duda de que cualquier mujer pueda sentirse tan atraída por un camarero. Así que, mientras están lanzando tiros libres en la pista de baloncesto del barrio, Doug apuesta con Brian que Coral le dejará en una semana. Fundamentalmente, duda de que haya algo especial en la aparentemente perfecta relación de ambos. Sin saberlo Brian, Doug hace creer a Coral que su chico ha compartido con él secretos sobre ella y se asegura el salir vencedor de la apuesta acostándose con la sexy morena. Brian, muy molesto, cierra el local antes de hora y pone fin a su asociación informal con su veterano y sabio compañero.
El joven se va a Jamaica, donde obtiene un puesto de camarero, con el fin de ahorrar el dinero que le permita lograr su sueño. Allí, lejos del ajetreo, del bullicio y de los poéticos yuppies de Manhattan, inicia una romántica historia de amor con Jordan Mooney (Elisabeth Shue). Jordan es una aspirante a artista de Nueva York que, mientras tanto, trabaja como camarera. Ella y Brian son el uno para el otro. Sin embargo, vuelve a aparecer Doug, ahora casado con Kerry (Kelly Lynch), una mujer rica que coquetea abiertamente con otros hombres. Rápidamente las apuestas entre los dos hombres comienzan y Brian debe ligarse a una adinerada mujer llamada Bonnie Barfly (Lisa Banes); pero Jordan les ve y, destrozada, coge un vuelo de vuelta a casa.
También Flanagan regresa a Nueva York con Bonnie y le saca provecho a su relación amorosa pactando el acceso a un alto cargo dentro de la empresa de la mujer. Aun así, Brian se impacienta ya que el sueldo es demasiado bajo. 
El idilio entre los dos finaliza cuando asisten a una exposición de arte en la que el ex barman se pelea con el artista. 
Brian va entonces en busca de Jordan y, para su sorpresa, se entera de que está embarazada de un hijo suyo. A partir de ese momento, se propone demostrarle a la chica que él, a pesar de ser solo un camarero, puede ser un buen padre. Más adelante, Brian descubre que Jordan pertenece a una familia rica que vive en Park Avenue, y se presenta en el ático de sus padres para hablar con ella. El padre de la muchacha, Richard (Laurence Luckinbill), descontento con la situación, trata de comprar a Brian aunque sin éxito. 
Por otra parte, a pesar de la aparente buena vida que lleva, Doug le confiesa a su amigo que ha perdido casi todo el dinero de su esposa en el mercado de valores. Coughlin está abatido y no quiere revelar a su mujer la precaria situación monetaria en la que se ha metido. Más tarde, Doug se suicida cortándose las venas con una botella rota, y es Brian quien le encuentra muerto cuando va a hablar con él. Tras el funeral, la esposa del difunto le envía una carta escrita por su marido, donde le explica por qué se quitó la vida. 
Una vez recuperado de la desgracia, Brian acude a Park Avenue; habla con Jordan sobre la pérdida de su mejor amigo y le suplica perdón. Después de pelearse con el padre de la muchacha, que no aprueba la decisión de su hija de darle al camarero una nueva oportunidad, ambos se dirigen a la puerta cogidos de la mano. La pareja se casa y lo celebran en el bar del tío de Brian, Pat. Finalmente, Brian es capaz de alcanzar su meta en la vida, la apertura de un bar llamado "Flanagan's Cocktails & Dreams". En la inauguración del local, vemos a una Jordan embarazadísima que desvela, antes de los créditos, que espera gemelos.

## Reparto
| Personaje            | Actor original      | Actor de doblaje - España | Actor de doblaje - México |
| -------------------- | ------------------- | ------------------------- | ------------------------- |
| Brian Flanagan       | Tom Cruise          | Eduardo Jover             | Sergio Gutiérrez Coto     |
| Jordan Mooney        | Elisabeth Shue      | Marta García              | Maria Fernanda Morales    |
| Doug Coughlin        | Bryan Brown         | Juan Antonio Gálvez       | Gerardo Reyero            |
| Bonnie               | Lisa Banes          | Lucía Esteban             | Maru Guerrero             |
| Mooney               | Laurence Luckinbill | Félix Acaso               | Jorge Lapuente            |
| Kerry Coughlin       | Kelly Lynch         | Gloria Cámara             | Gabriela Michel           |
| Coral                | Gina Gershon        | Mari Luz Olier            | Lourdes Morán             |
| Tío Pat              | Ron Dean            | Estanis González          | Federico Romano           |
| Eddie                | Robert Donley       | Joaquín Escola            | Ricardo Lezama            |
| Eleanor              | Ellen Foley         |                           | Pilar Escandón            |
| Dulcy                | Andrea Morse        |                           | Isabel Martiñón           |
| Profesor de Economía | Jack Newman         | Javier Franquelo          | Ismael Castro             |
| Profesor de Finanzas | Paul Benedict       | Paco Hernández            | Armando Réndiz            |
| Profesor de Inglés   | George Sperdakos    |                           | César Árias               |
| Turista              | Gerry Bamman        |                           | César Árias               |
| Poeta                | Kelly Connell       | Juan Perucho              | Ricardo Mendoza           |
| Dueño del Bar        | Larry Block         |                           | Gustavo Carrillo          |
| Turista              | James Eckhouse      |                           | Gustavo Carrillo          |
| Henry                | Gregg Baker         |                           | Israel Magaña             |

Para conocer los datos del doblaje de la versión española pulse aquí

## Banda sonora
Incluye temas de varios géneros musicales, algunos de los cuales fueron nº1; donde la canción Kokomo fue nominada a los Globos de oro y a los premios Grammys.
1. Salvaje - Starship (anteriormente Jefferson Starship)
2. Powerful Stuff -  The Fabulous Thunderbirds
3. Since When -  Robbie Nevil
4. Don't Worry, Be Happy - Bobby McFerrin
5. Hippy Hippy Shake - The Georgia Satellites
6. Kokomo - The Beach Boys
7. Rave On! - John Cougar Mellencamp
8. All Shook Up - Ry Cooder
9. Oh, I Love You So - Preston Smith
10. Tutti Frutti - Little Richard

## Crítica
A pesar del éxito de taquilla de la película, la crítica no le fue tan favorable, con detractores tan importantes como el gran Roger Ebert. El film ganó dos Premios Golden Raspberry, a peor película y peor guion. Además, Tom Cruise fue nominado en la categoría de peor actor. 
Por ejemplo, el peinado y el corte de pelo de Tom Cruise cambian durante toda la película, incluso en escenas consecutivas.